# Salakovac
Salakovac (em cirílico:Салаковац) é uma vila da Sérvia localizada no município de Malo Crniće, pertencente ao distrito de Braničevo, na região de Stig. A sua população era de 768 habitantes segundo o censo de 2002.

## Demografia
| 1948 | 1953 | 1961  | 1971  | 1981  | 1991  | 2002 |
| ---- | ---- | ----- | ----- | ----- | ----- | ---- |
| 920  | 940  | 1 006 | 1 063 | 1 094 | 1 000 | 768  |